# 泰山墨玉
泰山墨玉 是一种产自山东省泰山东坡的蛇纹玉。 泰山墨玉色泽乌亮，半透明到微透明。2009年5月泰山西麓发现罕见泰山墨玉石矿资源量九百万吨以上。
泰山玉在民间有“稳如泰山、镇宅辟邪、永保平安”的内涵。